# Agriopodes tybo
Agriopodes tybo är en fjärilsart som beskrevs av Barnes 1904. Agriopodes tybo ingår i släktet Agriopodes och familjen nattflyn. Inga underarter finns listade i Catalogue of Life.